# John C. Maxwell

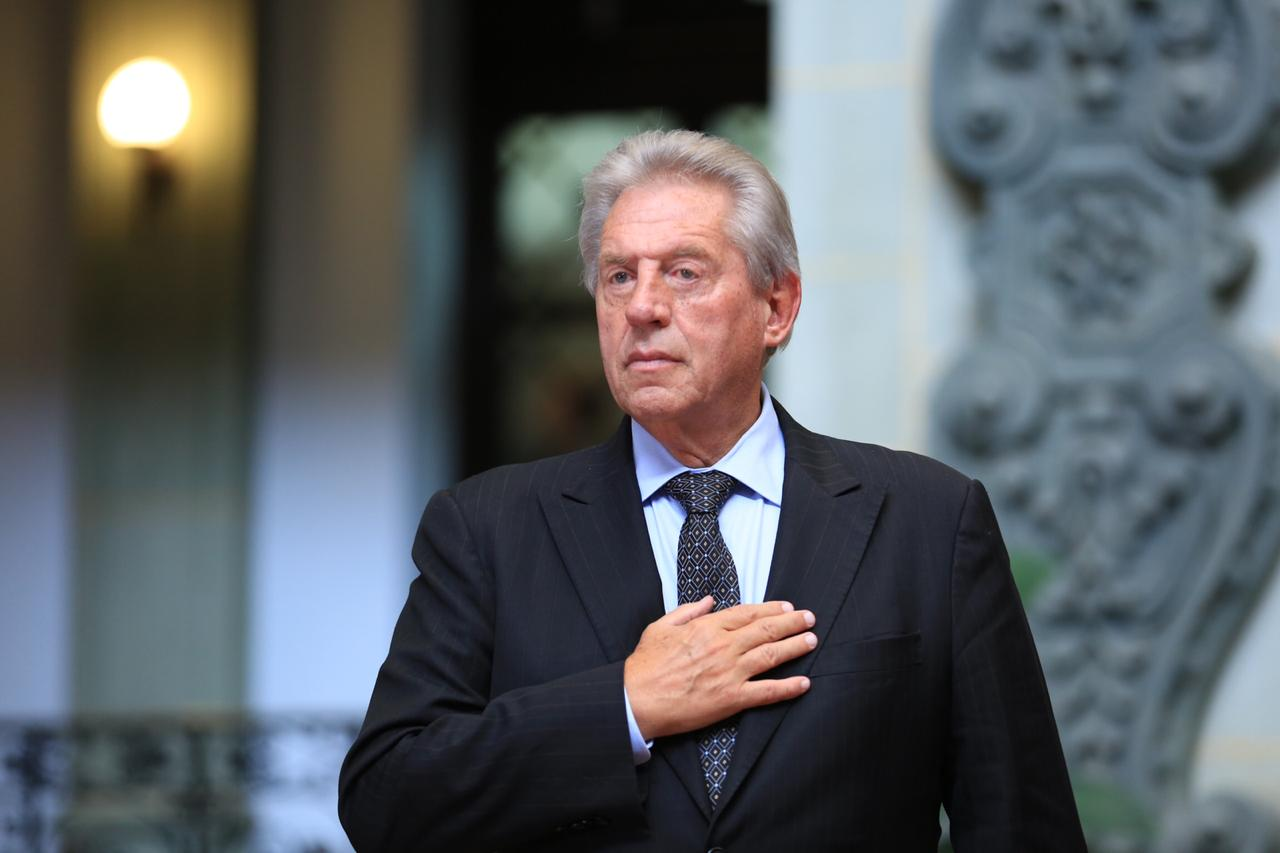
John C. Maxwell

John Calvin Maxwell (* 1947 in Garden City, Michigan) ist ein US-amerikanischer Buchautor, Redner, Coach und Pastor. Er ist ein tonangebender Experte für Führungsfragen. Seine über 70 Bücher wurden 24 Millionen Mal verkauft und in 50 Sprachen übersetzt. Einige von seinen Werken erschienen auf der New York Times Best Seller Liste. Maxwell ist Gründer von Injoy Stewardship Services, John Maxwell Company und EQUIP, einer internationalen Non-Profit-Organisation, die sich mit der Entwicklung von Führungsqualitäten im alltäglichen Leben beschäftigt.

## Leben
Maxwell wuchs in Garden City in Michigan auf. Sein Vater war ein evangelischer Pastor, und er folgte in seinen Dienst. 1969 absolvierte er einen Bachelor-Abschluss an der Ohio Christian University; einen Master of Divinity machte er an der Azusa Pacific University und einen Doktor in Theologie am Fuller Theological Seminary.
Seit den 1970er Jahren diente Maxwell in verschiedenen Kirchen in Indiana, Ohio, Kalifornien und Florida. Nach 1980 war er einer der ersten, der Führungsqualität in Kirchen und Kirchgemeinden thematisierte und Bücher dazu veröffentlichte. Nach 1990 entdeckte er Bill Hybels und ermutigte ihn, zum Thema Leitung in Kirchen nachzudenken und zu lehren.  1995 nach 14 Jahren als Seniorpastor in der Skyline Kirche hörte er auf, um sich ganz seinen Tätigkeiten als Redner und Buchautor zu widmen. 2004 kehrte er in den Gemeindedienst zurück, um als Lehrpastor in der Christ Fellowship in Palm Beach Gardens in Florida tätig zu sein. 2008 begann er als Gastpastor in der Crystal Cathedral in Orange County in Kalifornien. Sein Mentor war Robert H. Schuller, der eine Vielzahl von evangelischen Pfarrern in seiner Megakirche predigen ließ, nachdem 2008 sein Sohn Robert A. Schuller als Seniorpastor ausgeschieden war. Maxwells Predigten wurden auch auf der Fernsehsendung Hour of Power ausgestrahlt.
Maxwell ist ein Leadership-Experte, zudem ist er auch Gründer von Injoy, Maximum Impact, The John Maxwell-Team, ISS und Equip, letztere ist eine Nonprofit-Organisation, die in 180 Ländern tätig geworden und über 5 Millionen Personen ausgebildet hat. Maxwell spricht jährlich zu Fortune-500-Unternehmen, Regierungs-, Bildungs-, Unternehmens- und Sportverantwortlichen. Er ist Mitglied des Vorstands der Indiana Wesleyan University, und dort ist auch ein Gebäude nach ihm benannt, das Maxwell-Center for Business and Leadership. Maxwell war mehrmals einer der Hauptredner bei der National Agents Allianz NAA Leadership Conference, zuletzt im Jahr 2010. 2013 trainierte Maxwell mit einem Team 24.000 Führungskräfte in Guatemala.
Viele seiner Bücher zu Führungsfragen sind Bestseller geworden, die drei Titel The 21 Irrefutable Laws of Leadership, Developing the Leader Within You und The 21 Indispensable Qualities of a Leader wurden je über eine Million Mal verkauft.

## Ehrungen
- 2012 wurde er mit dem Goldenen Hammer von Toastmasters International ausgezeichnet.
- 2014 verlieh ihm das Inc. Magazine den Titel als weltbester Managementexperte.

## Privates
Maxwell ist verheiratet mit Margrit und lebt im Süden Floridas.

## Lehre
Gute Führung bringt laut Maxwell Menschen an klar bestimmte Ziele, sie ist zeitunabhängig und ihrem Wesen nach selbstlos. Es geht im Wesentlichen nicht um mich persönlich, sondern darum, anderen Menschen Wert beizumessen, eine gewisse Verantwortung für sie zu übernehmen und ihnen zum Erfolg zu verhelfen. Zentrale Fragen lauten daher: Was brauchen Mitarbeitende, für die ich Verantwortung trage? Wie kann ich anderen helfen, produktiv tätig zu sein und Erfolg zu haben? Wie kann ich leben und auftanken, um Energie und Leidenschaft für Menschen und gemeinsame Ziele zu haben? Führungspersonen brauchen Selbstdisziplin, Verantwortungsbewusstsein und Hingabe an ihre Aufgaben, um langfristig und nachhaltig etwas zu bewirken.

### Konzept der fünf Ebenen der Führung
Ein wesentliches Konzept von John C. Maxwell sind die fünf Ebenen der Führung:
1. Position (Berechtigung): Menschen folgen jemandem, weil sie es müssen.
2. Zustimmung (Beziehung): Menschen folgen jemandem, weil sie es möchten und ihn mögen.
3. Produkt (Resultate): Menschen folgen jemandem wegen dessen, was man selbst für die Organisation erreicht hat.
4. Menschen Entwicklung (Reproduktion): Menschen folgen jemandem wegen dessen, was man für sie persönlich getan hat.
5. Spitze (Respekt): Menschen folgen jemandem wegen dessen, was man ist und was man darstellt.

## Publikationen (Auswahl)

### Englisch
- The 15 Invaluable Laws of Growth, Center Street, 2012 und 2014.
- The 5 Levels of Leadership, Center Street, 2011 und 2013.
- Everyone Communicates, Few Connect: What the Most Effective People Do Differently, Thomas Nelson- 2010.
- How Successful People Think (Original: Thinking for a Change), Center Street, 2009.
- Put Your Dream to the Test, Thomas Nelson, 2009.
- Make Today Count, Center Street, 2008.
- Leadership Gold: Lessons I’ve Learned from a Lifetime of Leading, Thomas Nelson, 2008.
- The 360° Leader, Thomas Nelson, 2003.
- Winning With People, Thomas Nelson, 2004.
- Today Matters, Warner Books, April 2004.
- There’s no such thing as "business ethics", (There’s Only ONE RULE for Making Decisions), Warner Business Books, 2003.
- Thinking For a Change, Warner Business Books, 2003.
- Running with the giants, 2002, ISBN 978-0-446-53069-9.
- Your Road Map for Success, Thomas Nelson, 2002 (Original: The Success Journey, Thomas Nelson, 1997).
- Leading from the lockers, 2001, ISBN 978-0-8499-7722-0.
- The 17 Indisputable Laws of Teamwork, Thomas Nelson, 2001.
- Failing Forward–Turning Your Mistakes into Stepping Stones for Success, Thomas Nelson, 2000.
- The 21 indispensable qualities of a leader, 1999, ISBN 978-0-7852-6796-6.
- The 21 Irrefutable Laws of Leadership, Thomas Nelson, 1998 und 2022.
- Partners in Prayer, 1996.
- Developing the Leaders Around You, Thomas Nelson, 1995, Neuauflage 2003.
- Developing the Leader Within You, Thomas Nelson, 1993, 2001 und 2018.
- Be a People Person, Cook Communications (Original: Chariot-Victor Books, 1989).
- Be All You Can Be, Cook Communications (Original: Chariot-Victor Books, 1987).
- Mentoring 101: What Every Leader Needs to Know, 2008.
- The 16 Undeniable Laws of Communication: Apply Them and Make the Most of Your Message, 2023.

### Deutsche Übersetzungen
- Charakter und Charisma – Die 21 wichtigsten Qualitäten erfolgreicher Führungspersönlichkeiten, Brunnen, Gießen 2017, ISBN 978-3-7655-4304-3 (6. Auflage).
- Das Heute zählt: zwölf tägliche Gewohnheiten – die Garantie für den Erfolg von morgen, Entfalt, Landshut-Kumhausen 2014, ISBN 978-3-941986-08-4.
- Die 15 Gesetze des Erfolgs – Was Sie wissen müssen, um als Persönlichkeit zu wachsen, Börsenmedien, Kulmbach 2013, ISBN 978-3-86470-092-7.
- So denken Erfolgsmenschen – Die Beziehung zwischen Ihrem Kopf und Ihrer Lebensqualität, Börsenmedien, Kulmbach 2012, ISBN 978-3-86470-002-6.
- Leadership – Die 21 wichtigsten Führungsprinzipien, Brunnen, Gießen 2024, ISBN 978-3-76554-121-6 (12. Auflage).
- Ihr Traum auf dem Prüfstand – Zehn Fragen, die Ihnen helfen Ihren Traum glasklar zu sehen und zu verwirklichen, Entfalt, Landshut-Kumhausen 2010, ISBN 978-3-941986-02-2.
- mit Andreas Schieberle: Das Maxwell-Konzept: Entwickeln sie ihre Führungsqualität, Wiley-VCH-Verlag, Weinheim 2009, ISBN 978-3-527-50442-8.
- Der Gebetsfaktor – Wie Sie Ihrem Gebetsleben neue Stärke verleihen und für Pastor und Gemeinde kraftvoll beten können, Brunnen, Gießen 2005, ISBN 978-3-7655-1354-1.
- Die Entscheidungsformel – Wie ethisches Handeln zum Erfolg führt, Brunnen, Gießen 2005, ISBN 978-3-7655-1886-7.
- Goldene Job- und Lebensregeln - ... abgeschaut bei Esther, Noah & Co., Brunnen, Gießen 2004, ISBN 978-3-7655-1864-5.
- Weck, was in dir steckt - ... und gestalte deine Zukunft, Brunnen, Gießen 2003, ISBN 978-3-7655-1279-7.
- mit Rob Hoskins: Change Your World: Die Veränderung beginnt an deinem Tisch, Fontis, Basel 2022, ISBN 978-3-0384-8244-4.